# Malacosoma americanum
Malacosoma americanum – gatunek motyla nocnego z rodziny barczatkowatych.

## Zasięg występowania
Gatunek ten występuje we wsch. i centralnej części USA po Góry Skaliste na zach., oraz w płd.- wsch. Kanadzie od Nowej Szkocji po Albertę.

## Budowa ciała
Rozpiętość skrzydeł u imago wynosi 22 do 44 mm. Gąsienice osiągają do 57 mm długości.
Ubarwienie ciała i skrzydeł u osobników dorosłych ciepło-płowobrązowe. Na przedniej parze skrzydeł dwie poprzeczne, białe pręgi, ich środkowa część czasem jest biaława. U samca skrzydła są ciemniejsze i bardziej brązowawe, u samicy zaś jaśniejsze i bardziej żółtawe. Gąsienice z charakterystyczną, kremową lub białą, linią biegnącą wzdłuż grzbietu, boki ciała z niebieskim, czarnym, pomarańczowym i białym deseniem. Głowa ciemna.

## Biologia i ekologia

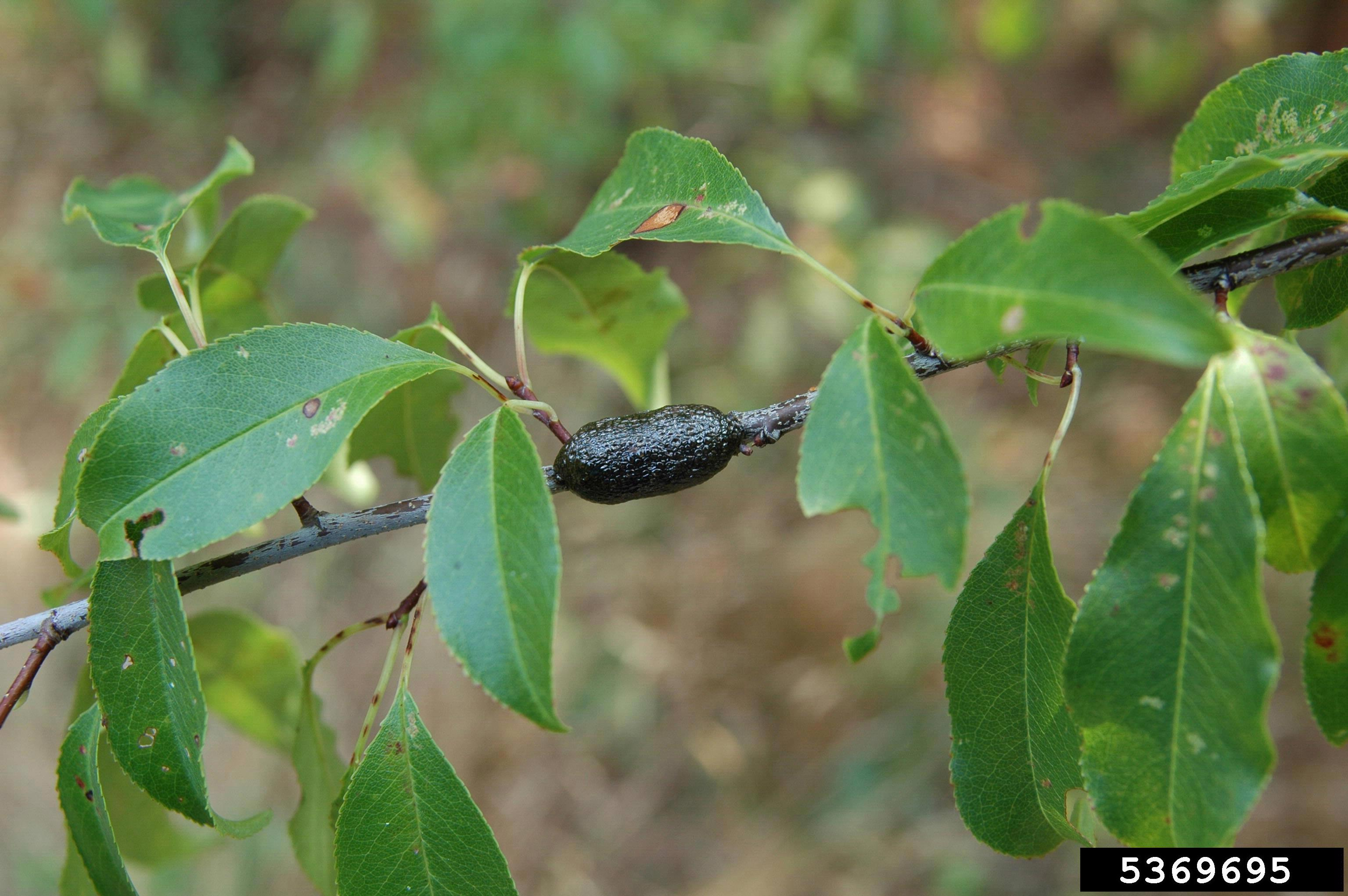
złoże z jajami

### Odżywianie
Larwy żerują na wielu gatunkach drzew i krzewów, szczególnie z rodziny różowatych (np. na wiśniach, jabłoniach czy czeremsze amerykańskiej).

### Cykl życiowy
Młode gąsienice pojawiają się gromadnie wczesną wiosną i budują one namiotowaty oprzęd w którym żerują, rozbudowując go, do wczesnego lata. Dorosłe larwy rozpraszają się i szukają miejsca do przepoczwarczenia. Imago spotyka się latem (np. w stanie Rhode Island jest to czerwiec i lipiec, ze szczytem pojawu na początku lipca). Samice składają jaja, które zimują, na gałęziach drzew. W ciągu roku występuje jedno pokolenie.

### Wrogowie naturalni
Parazytoidem tego gatunku jest gąsienicznik Itoplectis conquisitor. Przylatują one do kwitnących kwiatów roślin na których żerują gąsienice. 
Pasożytami jaj są Telemonus clisiocampanae z rodziny Scelionidae oraz Ablerus clisiocampe z rodziny Azotidae.

## Znaczenie dla człowieka
Większość roślin żywicielskich tego gatunku ma niewielkie znaczenie dla człowieka, tak więc nie jest on uznawany za szkodnika.